# Scania 3
Scania 3 — крупнотоннажный грузовой автомобиль, серийно выпускаемый шведской компанией Scania в период с 1987 по 1996 год.

## История
Впервые автомобили Scania 3-й серии дебютировали в 1987 году. Автомобили оснащались турбодизелями объёмом 8,5 л (211—282 л. с.), 11 л (310—401 л. с.) и 14,2 л (420—500 л. с.). В 1988 году автомобиль оснащался системой EDS. С 1990 года автомобиль оснащался двигателем, КПД которого составил 46 %. С 1991 года в семейство входили капотные модификации «Streamline» («обтекаемый»). Расход топлива уменьшен на 4-5 %.

## Галерея
- Scania 143M 500
- Scania 25M
- Scania G93M
- Scania T143H
- Scania T93M